# Saul Bass

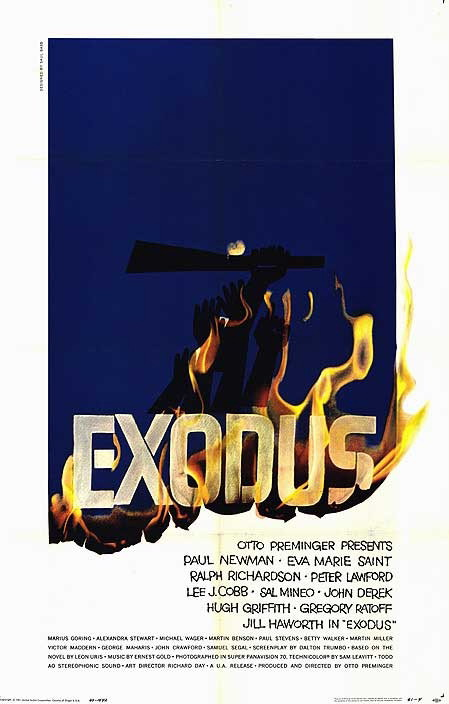
Cartel para Éxodo.

Saul Bass (Nueva York, 8 de mayo de 1920-Los Ángeles, 25 de abril de 1996) fue un reconocido diseñador gráfico estadounidense, conocido por su trabajo en la industria cinematográfica y en el diseño de algunas de las identidades corporativas más importantes de Estados Unidos.

## Biografía
Saul Bass nació en el Bronx, en 1920. Estudió en el "Artes League" en Nueva York, y después en el Colegio de Brooklyn con György Kepes, un diseñador gráfico húngaro que había trabajado con László Moholy-Nagy en Berlín antes de emigrar a los Estados Unidos. Kepes fue el que introdujo a Saul Bass al estilo Bauhaus de Moholy y al constructivismo ruso.
Después de trabajar en varias agencias de diseño de Nueva York, Bass trabajó de forma independiente como diseñador gráfico (“artista comercial”). Se mudó a Los Ángeles en 1946, donde abrió su propio estudio en 1950, dedicado inicialmente a la publicidad, hasta que Otto Preminger lo invitó a diseñar el póster para su película Carmen Jones (1954). A éste le impresionó tanto el trabajo de Bass, que le pidió que diseñara también la secuencia de los títulos de la película. 
Pronto se especializó en el diseño de títulos de películas, como The Big Knife de Robert Aldrich y The Seven Year Itch (La tentación vive arriba) de Billy Wilder. Pero fue en el siguiente proyecto de Preminger, The Man with the Golden Arm (El hombre del brazo de oro), en donde Bass se reveló como un maestro del diseño de títulos de crédito de películas.
Colaboró con Alfred Hitchcock en Psicosis haciéndosele responsable del story board de la escena de la ducha, aunque Hitchcock nunca lo reconoció. Para Hitchcock también realizaría los títulos de crédito en North by Northwest y cartel y títulos de Vértigo. 
Junto con su segunda esposa, Elaine Bass (1927-2017), revolucionaron juntos la industria cinematográfica al introducir un enfoque audaz y artístico en el diseño de títulos de apertura y créditos finales, ditándolos de movimiento, forma y color, pero todos estos títulos solo fueron firmados por Saul, y a Elaine muchas veces ni se la mencionaba en los créditos. Elaine tuvo que esperar hasta 1989 para ver su nombre reflejado en algunas de sus propias creaciones. Después del fallecimiento de su esposo Saul Bass, Elaine siguió trabajando en la creación y dirección de títulos de apertura con grán éxito.
Luego Saul dirigió varios cortometrajes, como The Searching Eye (1964), From Here to There (1964) y Why Man Creates (1968) con la que ganó un Óscar. Finalmente realizó una película como director en 1974, llamada Phase IV. 
Regresó al diseño gráfico comercial, creando los logotipos para AT&T, United Airlines, Minolta, Bell, y Warner Communications. Diseñó también el póster para los Juegos Olímpicos de Los Ángeles en 1984.
A lo largo de su vida colaboró con Martin Scorsese en Goodfellas, Cape Fear (El cabo del miedo), The Age of Innocence (La edad de la inocencia) y Casino en los años 90. Saul Bass falleció en 1996.

## Estilo
Hay ejemplos que anticipan los primeros trabajos de Bass como los títulos finales de crédito de Ciudadano Kane subrayando el metraje con los nombres de los actores, pero se puede decir que el impactante diseño de los créditos de Bass no tuvo parangón. Un buen ejemplo son los primeros metros de West Side Story, un sólido bloque de color que varía de acuerdo a la insinuación. 
Las técnicas de Bass son variadas ya a priori: animación de recortes, montaje, acción real y diseño de nombres. En segundo lugar, Bass hace un ejemplar uso del color y del movimiento en secuencias que comienzan a menudo con un marco de color sólido (como el azul de Éxodo o el verde de North by Northwest).
Saul bass también se le conoce como el diseñador de oro, ya que al crear sus diseños siempre buscaba la forma de resaltar a través de los colores, formas y motivos; el tema de la película, cortometraje, etc. sin dejar de lado las emociones que le acusaban  a este.
Saul bass irrumpe en el campo de la comunicación audiovisual, introduciendo movimientos a sus imágenes fijas, simplificando formas, y utilizando estructuras geométricas sencillas pero muy expresiva. Así mismo, el estilo estético del autor está muy caracterizado por la utilización de gamas de colores planos, limitada a la combinación del negro, amarillo y rojo en distintas escalas. Así mismo en las obras de este autor, se pueden evidenciar recursos gráficos como la técnica del collage, figuras de apariencia recortada y tipografías irregulares.  

## Diseño gráfico
El estudio de Bass creó muchos de los logotipos marca USA, entre los que cabe mencionar:
- AT&T Corporation (1969-1983)
- Continental Airlines (1968)
- Geffen Records (1980)
- J. Paul Getty Trust (1993)
- NCR Corporation (1996)
- Quaker Oats (1969)
- Rockwell International (1968)
- United Airlines (1974)

## Filmografía
Como cartelista de cine trabajó para Alfred Hitchcock, Otto Preminger, Billy Wilder, Stanley Kubrick y más tarde para Martin Scorsese. Entre sus carteles y/o títulos de crédito más conocidos pueden citarse:
- 1954

- Carmen Jones (Otto Preminger)

- 1955

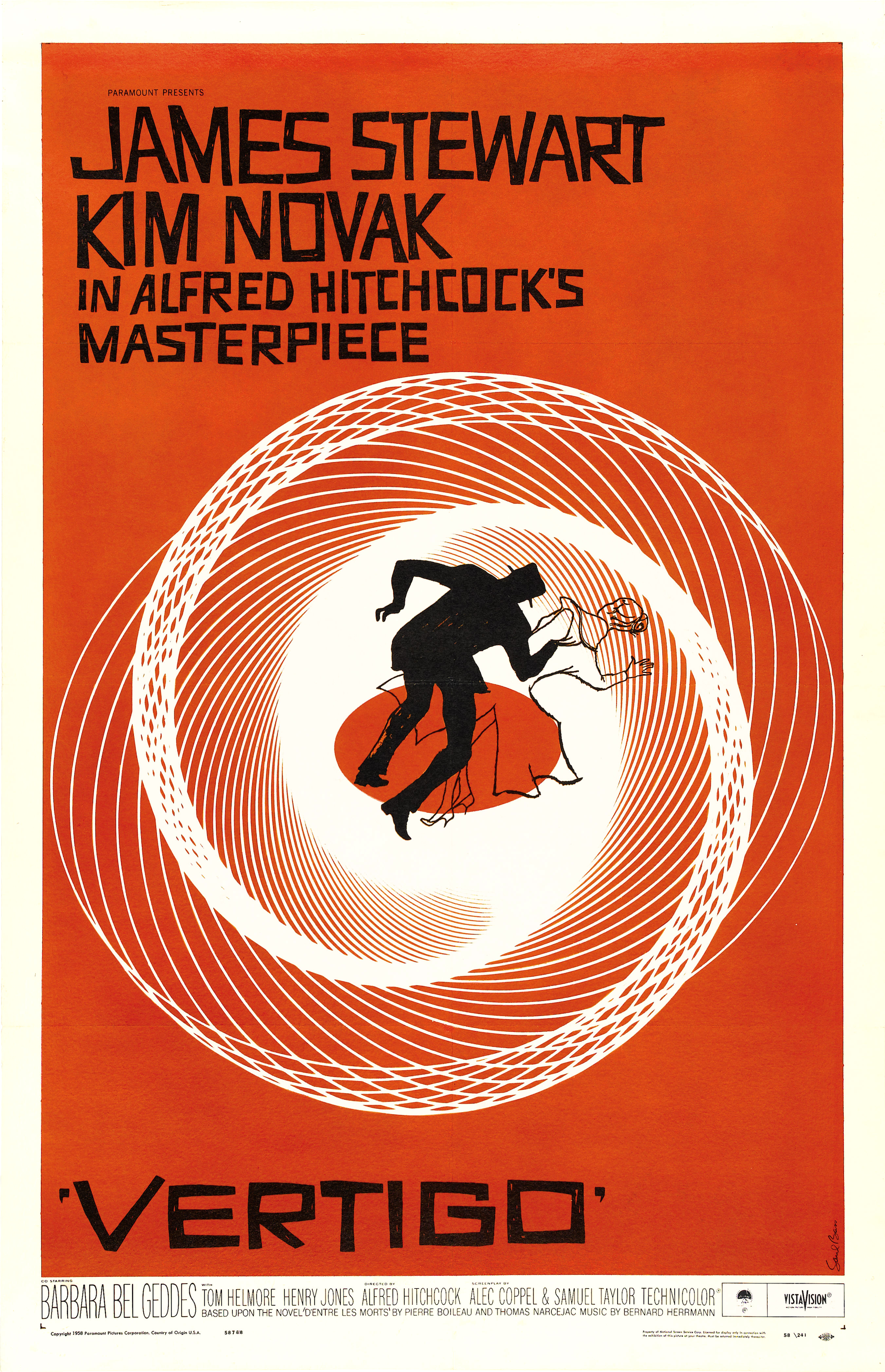
Cartel de la película Vertigo.

- La tentación vive arriba (Billy Wilder)
- El hombre del brazo de oro (Otto Preminger)

- 1956

- Attack (Robert Aldrich)
- La vuelta al mundo en ochenta días (Michael Anderson)

- 1957

- Orgullo y pasión (Stanley Kramer)

- 1958

- Buenos días, tristeza (Otto Preminger)
- Vértigo (Alfred Hitchcock)
- Horizontes de grandeza (William Wyler)

- 1959

- North by Northwest (Alfred Hitchcock)
- Anatomía de un asesinato (Otto Preminger)
- Psicosis (Alfred Hitchcock)
- Ocean's Eleven (Lewis Milestone)
- Espartaco (Stanley Kubrick)

- 1960

- Éxodo (Otto Preminger)

- 1961

- West Side Story (Jerome Robbins - Robert Wise)

- 1963

- It’s a Mad Mad Mad Mad World (Stanley Kramer)
- El cardenal (Otto Preminger)

- 1965

- El rapto de Bunny Lake (Otto Preminger)

- 1966

- Grand Prix (John Frankenheimer)

- 1975

- Rosebud (Otto Preminger)

- 1976

- That’s Entertainment, Part II (Gene Kelly)

- 1980

- El factor humano (Otto Preminger)

- 1989

- La guerra de los Rose (Danny DeVito)

- 1991

- El cabo del miedo (Martin Scorsese)

- 1993

- La edad de la inocencia (Martin Scorsese)

- 1995

- Casino (Martin Scorsese)

## Premios y distinciones
Óscar
| Año  | Categoría                     | Película                  | Resultado |
| ---- | ----------------------------- | ------------------------- | --------- |
| 1969 | Mejor documental corto        | Why Man Creates           | Ganador   |
| 1978 | Mejor cortometraje de ficción | Notes on the Popular Arts | Nominado  |
| 1980 | Mejor cortometraje de ficción | The Solar Film            | Nominado  |

Festival Internacional de Cine de Venecia
| Año  | Categoría                                            | Película          | Resultado |
| ---- | ---------------------------------------------------- | ----------------- | --------- |
| 1965 | León de San Marco- Mejor película sobre adolescencia | The Searching Eye | Ganador   |